# Dimbach (Austria)
Dimbach – gmina targowa w Austrii, w kraju związkowych Górna Austria, w powiecie Perg. Według Austriackiego Urzędu Statystycznego liczyła 1015 mieszkańców (1 stycznia 2015).